# Jouer n'est pas tromper
Jouer n'est pas tromper est une émission jeu de télé réalité diffusée sur Europe 2 TV à partir du 20 mai 2006.

## Saison 1 (2006)
Maeva, jeune célibataire de 21 ans, est enfermée dans une villa avec 4 prétendants : Anthony, Antoine, Arnaud et Benjamin. Mais un seul est vraiment célibataire. Maeva a quatre jours pour découvrir lequel.
Les amies des trois garçons en couple observent leurs concubins respectifs en salle de visionnage et peuvent transmettre leurs instructions pour l'aider à piéger la séductrice.
Si à l'issue du jeu Maeva désigne le vrai célibataire, elle et lui se partageront la somme de 10 000 €. Le cas échéant, c'est le couple du garçon menteur qui remporte le butin.

## Saison 2 (2007)
Le principe reste le même, mais c'est cette fois-ci un garçon célibataire, François, qui passe quatre jours dans une maison avec quatre filles : Zara, Tatiana, Vanda et Émilie. Le jeune homme doit déterminer laquelle des candidates est célibataire, sous le regard attentif en coulisses des petits amis des trois filles en couple.
Lors de la diffusion de cette deuxième session de Jouer n'est pas tromper, deux protagonistes se retrouvent à l'écran : Tatiana et son petit ami Xavier, au moment même où ils participent à un autre jeu de télé réalité : Secret Story sur TF1. Tatiana avait également participé à une autre émission de Europe 2 TV : Sexy or not où elle avait terminé parmi les finalistes.